# Tomas Haugen
Tomas Thormodsæter Haugen (ur. 9 czerwca 1974 w Hammerfest), znany również jako Samoth i Zamoth – norweski muzyk, kompozytor i multiinstrumentalista, a także producent muzyczny i inżynier dźwięku. Tomas Haugen znany jest przede wszystkim z występów w blackmetalowym zespole Emperor. W latach 1998–2010 tworzył w ramach deathmetalowej formacji Zyklon. Poza działalnością artystyczną od 1994 roku prowadzi wytwórnię muzyczną Nocturnal Art Productions.

## Życiorys
W młodym wieku Haugen poznał na seminariach rockowych Vegarda "Ihsahna" Tveitana, znanego jako Ihsahn. Czas pokazał, że znajomość ta przerodziła się w przyjaźń. Obaj młodzi jeszcze wtedy muzycy zaczęli wspólnie tworzyć pod szyldami różnych zespołów: Dark Device, Xerasia czy Embryonic. Ostatecznie w 1991 r. zdecydowali się na nazwę Thou Shalt Suffer, wykonując wczesny black metal. Z biegiem czasu opuścił grupę, częściowo za namową Øysteina "Euronymousa" Aarseth'a z Mayhem. Zaczął tworzyć materiał dla ich nowego projektu Emperor, gdzie początkowo grał na perkusji, jednak szybko powrócił do swojej roli gitarzysty. Do grupy dołączył basista Håvard "Mortiis" Ellefsen i po wydaniu dema perkusista Bård G. "Faust" Eithun oraz oczywiście Tveitan w roli gitarzysty i wokalisty. Tak powstał jeden z najbardziej znanych zespołów blackmetalowych w historii.
Wraz z zespołem Haugen zwrócił na siebie dużą uwagę. Było to związane z sukcesem grupy na arenie black metalowej, jego udziałem w innych grupach gatunku (m.in. jako basista w Satyricon i Gorgoroth), ale także z powodu szalejących w tamtym czasie aktów antychrześcijańskich. Wraz z członkami Mayhem w 1993 r. podpalił drewniany, zabytkowy kościół, jednak dopiero w 1994 r. został skazany na 16 miesięcy więzienia. Stało się to przypadkowo podczas śledztwa w sprawie morderstwa Aarsetha.
W 2001 r. razem z Trymem Torsonem opuścił Emperor i założył Zyklon. Było to spowodowane różnicami w preferencjach stylistycznych pomiędzy nim a Tveitanem, gdyż ten preferował awangardowy black metal, a Haugen nowoczesny death metal.
Od 2002 roku razem z Eithunem występuje w norwesko-amerykańskim zespole Scum.
Samoth ma jedną córkę z byłą żoną Andreą M. Nebel Haugen, znaną z grupy Hagalaz Runedance. Po rozwodzie ponownie ożenił się.

## Dyskografia

### Thou Shalt Suffer
- Into The Woods Of Belial (demo) - gitara (1991)
- Open The Mysteries Of Your Creations (demo) - gitara (1991)

### Gościnne występy
- Burzum: Aske EP - sesyjny basista (1993)
- Gorgoroth: Pentagram - gitara basowa (1994)
- Satyricon: The Shadowthrone - gitara basowa (1994)
- Zyklon-B: Blood Must Be Shed EP - gitara (1994)
- Arcturus: Constellation EP - gitara (1995)
- Hagalaz' Runedance: The Winds That Spoke Of Midgard's Fate - kotły, altówka i kontrabas (1998)
- Ulver: Themes from William Blake’s The Marriage of Heaven and Hell - śpiew (1998)
- Scum: Gospels for the Sick – gitara (2005)

## Filmografia
- Metal: A Headbanger’s Journey (2005, film dokumentalny, reżyseria: Sam Dunn, Scot McFayden)[4]